# 国油大学
| 国油大学                      |                                                                              |
| Universiti Teknologi PETRONAS |                                                                              |
| 校徽                          |                                                                              |
| 校训                          | Engineering Futures                                                          |
| 愿景                          | "A Leader in Technology Education and Centre for Creativity and Innovation." |
| 成立于                        | 1997年1月10日                                                                |
| 所有制                        | 私立大学                                                                     |
| 位于                          | 马来西亚霹雳州（Perak）端洛（Tronoh）                                        |
| 学生数                        | 共计6,000                                                                    |
| 主页                          | http://www.utp.edu.my（页面存档备份，存于）                                  |

国油大学（縮寫：UTP，或国油工艺大学）于1997年1月10日由马来西亚国家石油（简称国油）在政府的邀请下建立。马来西亚前首相马哈迪·莫哈末于2004年开始担任国油大学名誉校长，后于2016年3月30日辞职。

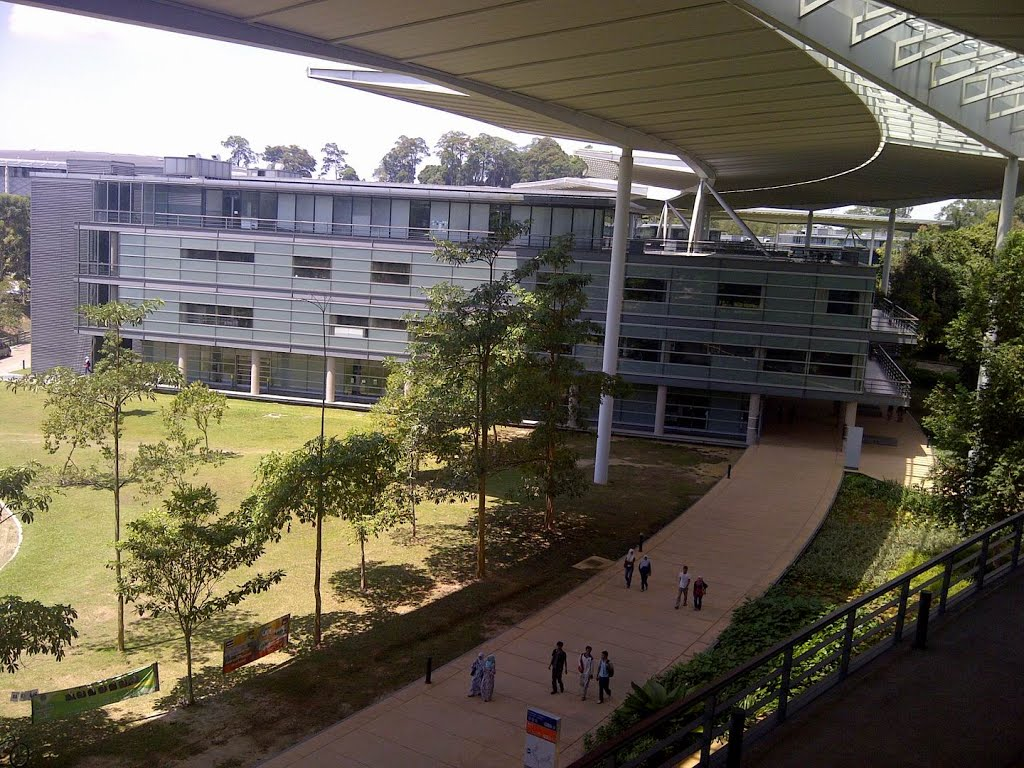
国油大学

## 姐妹校

### 亚洲
- 马来西亚
  - 拉曼大学

## 校友

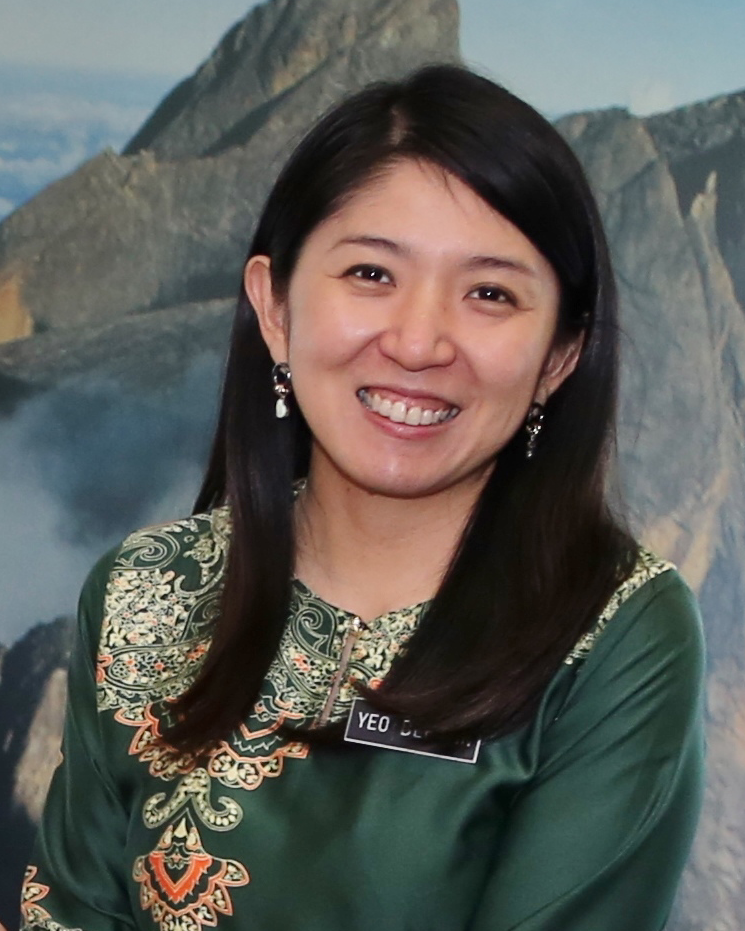
杨美盈

- 杨美盈，马来西亚政治人物、现任民主行动党峇吉里国会议员。

## 相关网站
- E-Learning（页面存档备份，存于）
- UTPian.NET
- UTP Alumni